# Cimiteri ebraici in Italia
In Italia esistono numerosi cimiteri ebraici. Pochi di essi sono in uso o visitabili, mentre la maggior parte versa in condizioni precarie. La loro presenza sul territorio e il valore storico e artistico delle opere marmoree in essi conservate sono importanti per la conoscenza della presenza ebraica in Italia. In alcuni casi questi cimiteri rimangono l'unica o la principale testimonianza dell'esistenza di comunità ebraiche oggi scomparse.
L'elenco che segue è incompleto e include, regione per regione, i cimiteri ebraici attualmente esistenti, in qualche caso con una nota sul loro stato.

## Piemonte
- Cimitero ebraico di Acqui Terme
- Cimitero ebraico di Alessandria
- Cimitero ebraico di Asti
- Cimitero ebraico di Biella
- Cimiteri ebraici di Casale Monferrato
- Cimitero ebraico di Cherasco
- Cimiteri ebraici di Chieri
- Cimitero ebraico di Cuneo
- Cimitero ebraico di Fossano
- Cimitero ebraico di Ivrea
- Cimitero ebraico di Moncalvo
- Cimiteri ebraici di Mondovì
- Cimitero ebraico di Nizza Monferrato
- Cimitero ebraico di Saluzzo
- Cimitero ebraico di Torino (in uso)
- Cimitero ebraico di Trino
- Cimitero ebraico di Vercelli

## Puglia
- Cimitero Ebraico di Trani

## Lombardia
- Cimitero ebraico di Milano presso il Cimitero Maggiore (in uso)
- Cimitero ebraico di Milano presso il Cimitero Monumentale (in uso)
- Cimitero ebraico di Bozzolo
- Cimitero ebraico di Pomponesco
- Cimitero ebraico di Sabbioneta
- Cimitero ebraico di Viadana
- cimitero ebraico di ostiano
- cimitero ebraico di revere

## Liguria
- Cimitero monumentale di Staglieno (Genova)

## Trentino-Alto Adige
- Cimitero ebraico di Merano
- Cimitero ebraico di Bolzano-Oltrisarco

## Veneto
- Cimitero ebraico di Venezia
- Cimitero ebraico di Padova
- Cimitero ebraico di Rovigo
- Cimitero ebraico di Verona
- Cimitero ebraico di Vittorio Veneto
- Cimitero ebraico di Conegliano
- Cimitero del Lido di Venezia

## Friuli-Venezia Giulia
- Cimitero ebraico di Gorizia
- Cimitero ebraico di San Daniele del Friuli
- Cimitero israelitico di Trieste

## Emilia-Romagna
- Cimitero ebraico di Bologna
- Cimitero ebraico di Busseto
- Cimitero ebraico di Carpi
- Cimitero ebraico di Cento
- Cimitero ebraico di Correggio
- Cimitero ebraico di Cortemaggiore
- Cimitero ebraico di Ferrara-via delle Vigne
- Cimitero levantino di Ferrara
- Cimitero ebraico di Fidenza
- Cimitero ebraico di Finale Emilia
- Cimitero ebraico di Fiorenzuola d'Arda
- Cimitero ebraico di Guastalla
- Cimitero ebraico di Lugo
- Cimitero di San Cataldo (Modena), settore ebraico
- Cimitero ebraico di Monticelli d'Ongina
- Cimitero ebraico di Novellara
- Cimitero ebraico di Parma
- Cimitero ebraico di Reggio Emilia
- Cimitero ebraico di Scandiano
- Cimitero ebraico di Soragna

## Toscana
- Cimitero monumentale ebraico di Firenze (dismesso)
- Cimitero israelitico di Firenze (in uso)
- Cimitero ebraico di viale Ippolito Nievo a Livorno (dismesso)
- Cimitero ebraico dei Lupi a Livorno (in uso)
- Cimitero ebraico di Pisa (in uso)
- Cimitero ebraico di Pitigliano (in uso)
- Cimitero ebraico di Viareggio (in uso)

## Umbria
- Cimitero ebraico di Foligno (dismesso e smantellato)
- Cimitero ebraico di Perugia (dismesso)
- Cimitero ebraico di Spoleto (dismesso e smantellato)
- Cimitero ebraico di Terni (dismesso nel XV Secolo)[2]. Un'ala del Cimitero comunale è riservata ai defunti di fede ebraica.

## Marche
- Cimitero ebraico "Campo degli Ebrei" nel Parco del Cardeto di Ancona
- Cimitero ebraico del Portone di Senigallia (dismesso nel 1893 e smantellato nel 1977)
- Cimitero ebraico delle Grazie di Senigallia (in uso dal 1878)
- Cimitero ebraico di Urbino (in uso)
- Cimitero ebraico di Pesaro (dismesso)
- Cimitero ebraico di Osimo (rilievo da catasto piano del 1554)

## Lazio
- Cimitero ebraico di Roma
- Cimitero ebraico di Sezze
- Cimitero ebraico  di Genzano

## Campania
- Cimitero ebraico di Napoli